# Pristimantis acerus
Pristimantis acerus (Lynch & Duellman, 1980) è una rana della famiglia Strabomantidae, endemica dell'Ecuador.

## Distribuzione e habitat
La specie è presente nella foresta pluviale della provincia del Napo, in Ecuador, ad altitudini comprese tra 2.660 e 2.750.